# زبان ناواتل

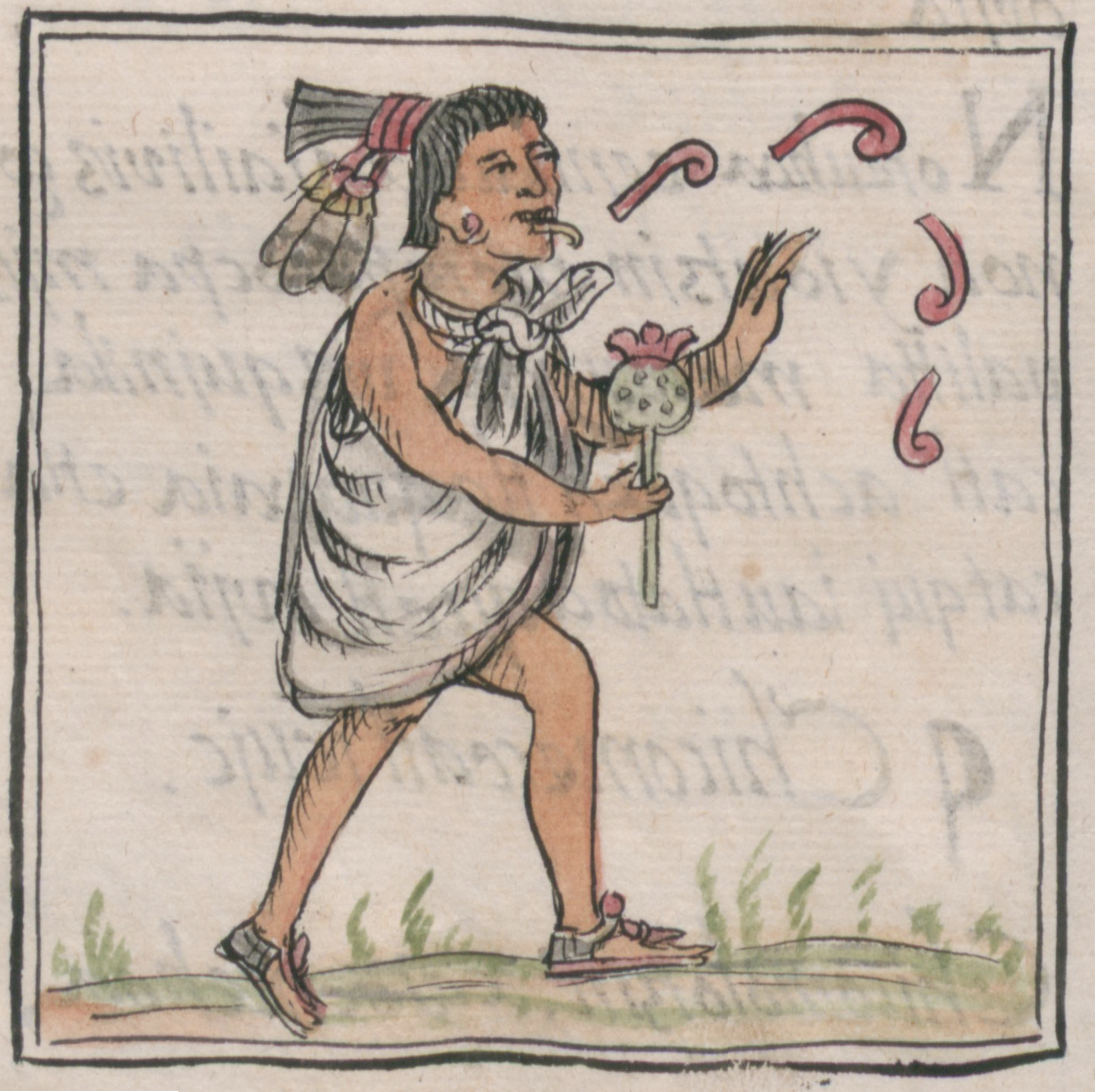
مرد ناوا از فلورانس. طومارهای گفتار بیانگر سخنرانی یا آهنگ است.

زبان ناواتْل (Nāhuatl)، زبان ناواڸ، زبان مکزیکی یا آزتک یک زیرگروه از زبان‌های مرتبط و بهم وابسته بومی در آمریکای مرکزی و بخش‌هایی از ایالات متحده آمریکاست که امروزه حدود یک و نیم میلیون تن گویشور دارد. این زبان از خانواده زبان‌های یوتو-آزتک محسوب می‌شود. زبان ناواتْل گویش‌های متعددی دارد که بیشتر آن‌ها روبه نابودی هستند. زبان مادری امیلیانو ساپاتا ناواتْل بوده‌است. پیش از ورود زبان اسپانیایی ناواتْل مهم‌ترین زبان مکزیک بوده برای همین این زبان را با نام مکزیکی (Mexicano) نیز می‌شناسند.
از مشخصات بارز و خاص این زبان، کاربرد گسترده همخوان به اصطلاح «انسایشی کناری لثوی بیواک» می باشد. این همخوان تلفظی دارد که یک شنونده غیربومی، معمولا آن را بین دو صدای «ت» و «ل» برداشت می کند. به همین دلیل، در الفبای لاتین ناواتل که توسط مبلغینِ مسیحیِ اسپانیایی‌زبان طراحی شد، این همخوان را با دونگاره «tl» نشان می دهند. در روگردانی وام واژه‌های ناواتل به فارسی، معمولا از دونگاره «تْل» استفاده می شود. باید توجه داشت کل «تل» یک همخوان بوده و به صورت یک حرف باید خوانده شود.
همخوان به اصطلاح «انسایشی کناری لثوی بیواک» در زبان‌های دنیا کم‌یاب است. در زبان‌هایی که در طول تاریخ از الفبای عربی استفاده کرده‌اند، تنها تعداد انگشت‌شماری از آنان در قفقاز شمالی همخوان «تْل» را داشته اند. در این موردها، در رسم الخط عربی از حرف «ل» با سه نقطه زیر آن، ڸ، برای نوشتن «تل» استفاده شده است.

## پیشینه زبان
زبان ناواتْل از حدود سده هفتم میلادی تا کنون در مناطق آمریکای مرکزی تکلم می‌شده و زبان آزتک‌ها نیز بوده‌است. اوج رواج این زبان برپایه گاه‌نگاری آمریکای مرکزی در دوره پساکلاسیک بوده‌است. حسب نفوذ و قدرت امپراتوری آزتک این زبان به نواحی دیگری مانند تنوشتیتلان سوق داده شد و در همان زبان به عنوان زبان با اعتبار آمریکای مرکزی رواج یافت.

## ریشه نام
این زبان چه در طول تاریخ، و چه امروزه در بین گویش‌ها و لهجه‌های مختلف گویشوران آن، نام‌هایی متفاوت و متنوع دارد. ناواتْل و یا زبان ناوا امروزه فراگیرترین و پرکاربردترین نام برای این زبان می باشد. واژه «ناواتل» خود از زبان ناواتل آمده و مشتق شده از واژهٔ «ناوا» ([ˈnaːwa-])، به معنی «فصیح»، «قابل فهم»، یا «واضح»، می باشد. باز، به احتمال زیاد، نام «ناواتل» خود کوتاه‌شدهٔ‌ واژهٔ‌ ناواتْلائتولّی/ناواڸائتولّی (ناهواتل: nāhuatlahtōlli، [naːwat͡ɬaʔˈtoːliˀ])، به معنی «زبان فصیح و قابل درک» می باشد.
این که چرا در رسم الخط لاتین، این واژه به صورت «Nahuatl» نوشته می شود، بر می گردد به قرن ۱۶ میلادی ‌و رسم الخط اسپانیایی در آن زمان. در آن زمان، پس از تسخیر امپراتوری آزتک، این تلاش اسپانیاییها در ترویج مسیحیت بود که آنها را به سوی طراحی و استاندارد سازی رسم الخطی برای مردم بومی ناوا، بر اساس رسم الخط اسپانیانیی سوق داد. تلفظ صحیح واژه «ناواتْل» می باشد. اما در اسپانیایی آن زمان، حرف لاتین «w» کاربرد نداشت‌، و امروزه نیز جز در وام‌واژه‌های اروپایی، کاربرد ندارد. در اسپانیایی همینطور، حرف «h» صامت است (و این حرف «j» است که صدایی معادل «ه، ح، خ» می دهد). به همین دلیل، در رسم الخط ناواتل، از ترکیب «hu»  برای نوشتن صدای «و» استفاده شد. امروزه در اسپانیایی، و به تبع از آن، در انگلیسی و سایر زبانهای اروپایی، این زبان با نام «Nahuatl» شناخته می شود.
ٔدر دهه‌های اخیر، تلاشهای متعددی توسط فرهنگیان و نویسندگان ناواتل-زبان برای اصلاح رسم الخط این زبان و استانداردسازی آن انجام شده است، و از تلاشهای آنها، معرفی حرف لاتین «w» بوده است. بنابراین، نام زبان در رسم الخط ناواتل، به صورت «Nawatlahtolli» نیز نوشته می شود.
سابقا، در طول حکم‌فرمایی امپراتوری آزتک و سالهای اول ورود مهاجمان اروپایی به منطقه، به دلیل ارتباط این زبان با ملت و شهر مکزیک (تنوچتیتلان)، این زبان با نام زبان مکزیکی شناخته می شد، مه‌شیئکاتْلائتولّی/مه‌شیئکاڸائتولّی (ناهواتل: mēxihcatlahtōlli). این نام نیز در میان گویشوران ناواتل برای اشاره به زبان خویش رایج است.
از نامهای دیگر برای این زبان، زبان ماسِوالّی یا به ناواتل، ماسه‌والّائتولّی (ناهواتل: mācēhuallahtōlli) می باشد. این نام، مشتق گرفته شده از واژهٔ ناواتل «ماسه‌والّی» (ناهواتل: mācēhualli)، به معنی «رعیت، موالی، تحت الحکومه» می باشد. این واژه، در دوران حاکمیت استعماری اسپانیا، در اشاره به بومیان تحت حاکمیت اسپانیا و برای تمییز آنها از اسپانیاییهای حاکم، رایج شده بود. به همین دلیل، نام «زبان رعیتی» («زبان ماکسِوالّی»، ماسه‌والّائتولّی) رایج شد.

## ادبیات ناواتل
تا پیش از ورود مهاجمان اروپایی این زبان از نظر ادبی تنها جنبه شفاهی داشت و مکتوب نبود. با به‌کارگیری الفبای لاتین برای نگارش این زبان در سده هفدهم و پس از آن ادبیات این زبان ترقی کرد. به‌دنبال استقلال مکزیک بر پردازش به این زبان افزوده شد و آثار ادبی گوناگونی در زمینه شعر و داستان‌های بومی و ملی پدید آمد و مدارک زیادی نیز از آن دوران در دست است.

## پژوهش درباره زبان ناواتل
تا کنون پژوهش‌ها و تحقیقات فراوانی در زمینه زبان ناواتل انجام شده. این زبان در بسیاری از دانشگاه‌های آمریکا و مکزیک تدریس می‌شود و امکانات آموزش پیش از دانشگاه نیز در کشور مکزیک برای این زبان فراهم است. زبان ناواتل نسبت به سایر زبان‌های بومی آمریکا از اقبال بیشتری برخوردار بوده و بیش از سایر زبان‌ها شناخته شده‌است.

## گویشوران امروزی
زبان ناواتل امروزه از زبان‌های در خطر نابودی قرار دارد. این زبان در مکزیک به سرعت به سود زبان اسپانیایی در حال پسروی است و در آمریکا نیز در بسیاری مناطق جای خود را به انگلیسی سپرد. زبان ناواتل در ۱۸۹۵ زبان مادری ۵٪ از جمعیت مکزیک بود. این درحالیست که امروزه گوشوران ان زبان تنها ۱٫۴۹٪ از جمعیت کشور را شامل می‌شوند. دلیل عمده این امر را مهاجرت گسترده روستاییان مکزیک از نواحی مرتفع کوهستانی به دورن شهرهای بزرگ و اسپانیایی زبان مکزیک است. با توجه به اینکه در شهرها زبان اصلی و گفتاری اسپانیایی است این زبان کم‌کم جایگاه خود را در میان آن جمعیت مهاجر از دست داد.
از نیمه اول قرن بیستم تا نیمه دهه هشتاد همان قرن سیاست‌های زبان آموزشی در مکزیک مبتنی بر اسپانیایی‌سازی و تک‌زبانی بود. این امر موجب شکست این زبان در تلاش برای بقا در عصر جدید شد. در آن دوره هیچ نوشته یا آثار ادبی به زبان ناواتل در این کشور چاپ نشد. با آغاز دهه ۹۰ از قرن بیستم سیاست‌های دولت مکزیک درباره زبان‌ها و فرهنگ‌های بومی تغییر کرد و از آن زمان به آموزش و ابقای زبان‌های بوم مکزیک اهتمام ورزیده‌شد. امروزه از سوی حاکمیت مکزیک بجز زبان اسپانیایی تمامی زبان‌های بومی این کشور به رسمیت شناخته شده و جایگاه زبان رسمی یافته‌اند. هرچند عملاً اسپانیایی هنوز به‌عنوان تک‌زبان رسمی و میانجی ادامه می‌دهد.

## نمونه زبانی
متن زیر گوشه‌ای از بیانیه‌ایست که در ۱۹۱۸ توسط امیلیانو زاپاتا به زبان ناواتل صادر شد:
| [Tlanahuatil Panoloani An Altepeme de non cate itech nin tlalpan de netehuiloya den tlanahuatiani Arenas. Axcan cuan nonques tlalticpacchanéhque de non altepeme tlami quitzetzeloa neca tliltic amo cuali nemiliz Carrancista, noyolo pahpaqui ihuan itech nin mahuiztica, intoca netehuiloanime-tlatzintlaneca, ihuan nanmechtitlanilia ze páhpaquilizticatlápaloli ihuan ica nochi noyolo niquinyolehua nonques altepeme aquihque cate qui chihuazque netehuiliztle ipampa meláhqui tlanahuatil ihuan amo nen motenecahuilia quitlahtlaczazque in anmocualinemiliz. tiquintlahpaloa nonques netehuiloanime tlen mocuepan ican nin yolopaquilizticatequi, ihuan quixnamiqui in nexicoaliztle ipan non huei tehuile tlen aic hueliti tlami nian aic tlamiz zeme ica nitlamiliz in tliltic oquichtlanahuatiani, de neca moxicoani, teca mocaya de non zemihcac teixcuepa tlen itoca Venustiano Carranza que quimahuizquixtia in netehuiliztle ihuan quipinahtia to tlalticpac-nantzi "Mexico" zeme quimahuizpolóhtica. ] Error: {{Lang}}: متن دارای نشانه‌گذاری ایتالیک است (راهنما) | پیام به اطراف و اکناف فرستاده می‌شود دو شهر در این منطقه واقع شده‌اند که در گیرودار مبارزه همگانی‌اند. هم‌اکنون ساکنان این سرزمین مبارزه را پایان دادند و هم آن زندگی شیطانی و سیاه کارانسیسمو دل من عمیقاً شادمان است و با ادای احترام و به نام آنان که در عرصه‌های نبرد بودند، برای شما فرستادم درود و شادباش. و با تمامی خواسته‌ام این دو شهر را دعوت می‌نمایم، برای ملحق شدن و نبرد و مبارزه برای ایجاد عدالت و نه برای صدور یک بیانیه بیهوده و بی‌ارزش تا نگذارید به پایان رسانند خوبی و شادی در زندگی شمایان‌را. ما درود می‌فرستم بر مبارزان که با این عمل خود در پایان شادی به ارمغان آورند و با حرص و ریا به نبرد برخیزند در نبرد فاتحانه‌شان که آن را پایانی نیست و نخواهد بود تا پایان یافتن این استبداد سیاه این دله دروغگو که به تمسخر گرفته و فریب می‌دهد مردم را بنام ونوستیانو کارانزا که شکوه مبارزه را به ارمغان می‌آورد و کسی‌که از سرزمین مادری ما مکزیک شرم نداشته‌باشد به آن بی‌حرمتی کرده‌است. |